# Pleyel-Harfe

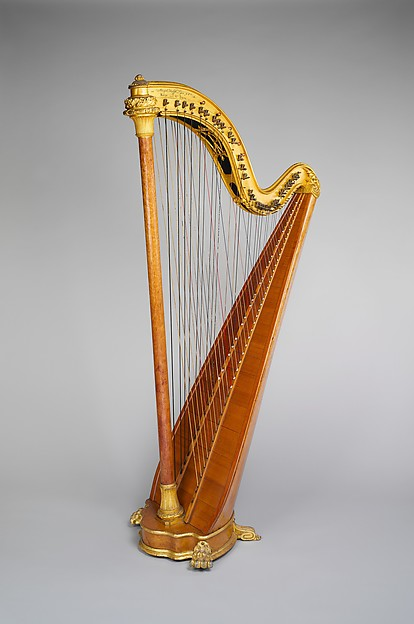
Chromatische Doppelharfe (Pleyel, Wolff, Lyon & Cie., Anfang des 20. Jh.).

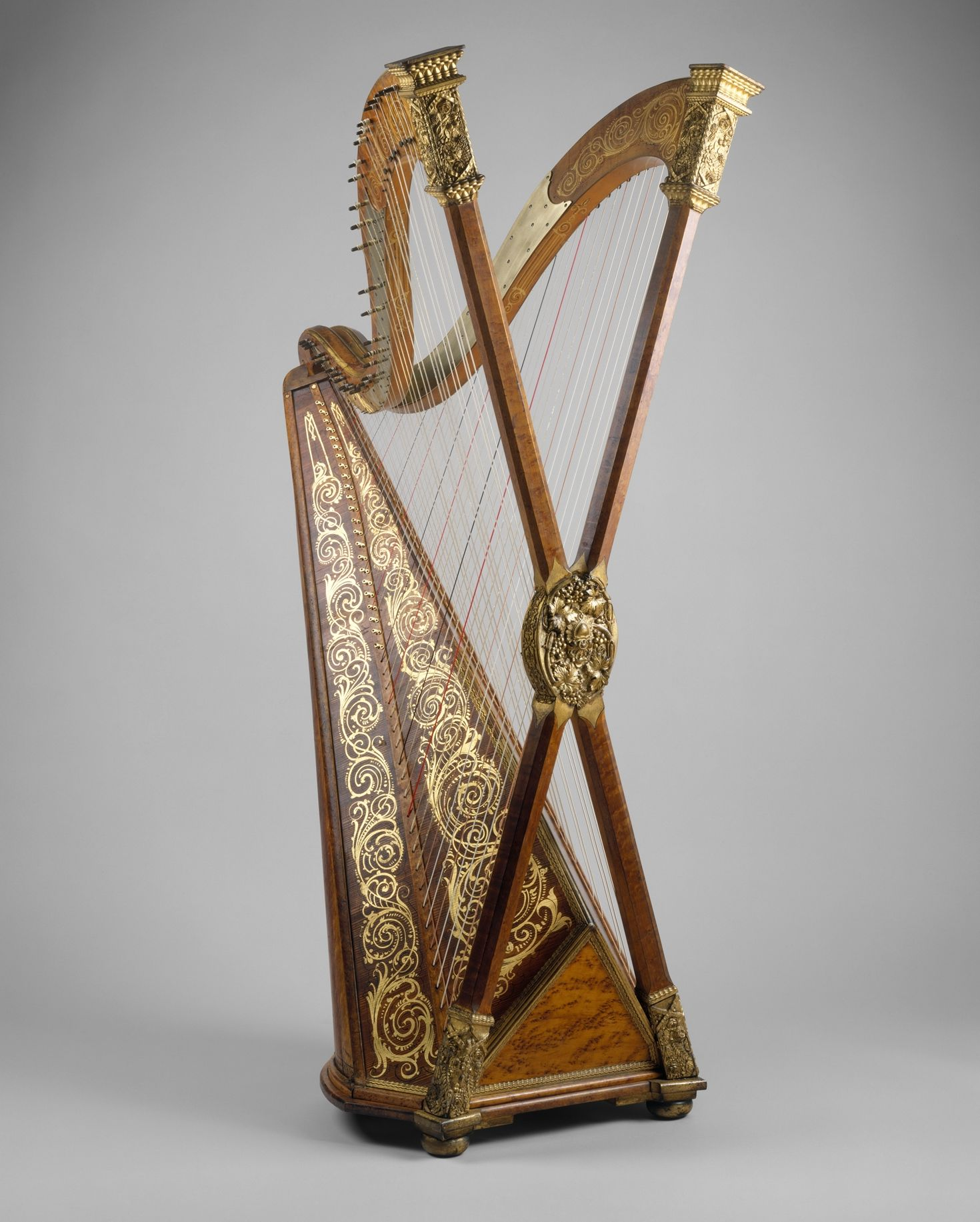
Chromatische Doppelharfe nach Lyon (Henry Greenway, nach 1895).

Die Pleyel-Harfe, auch Lyon-Harfe, französisch auch harpe chromatique, ist eine Bauform der Doppelharfe.
Gegen Ende des 19. Jahrhunderts unternahm Gustave Lyon, der Chef des Musikhauses Pleyel, den Versuch, eine chromatische Harfe mit gekreuzten Saiten einzuführen, nachdem er zwei Beschränkungen der Doppelpedalharfe entdeckt hatte: Durch die diatonische Stimmung können mit dieser Halbtöne außerhalb der Diatonischen Tonreihe und chromatische Stücke nur mit erheblichen Pedalaufwand gespielt werden.
Durch die gekreuzten Saiten können sowohl die diatonische Tonreihe als auch die Halbtöne erreicht werden, ohne durch Saiten hindurchgreifen zu müssen. Die Töne der diatonischen Reihe liegen für die linke Hand unterhalb, für die rechte oberhalb des Kreuzungspunktes der Saiten. Die Halbtöne liegen für Links dagegen oberhalb, für Rechts unterhalb des Kreuzungspunktes. Zum Spielen des Halbtones muss dann jeweils nach oben bzw. nach unten gegriffen werden. Diese Technik erfordert einige Übung, weil zusätzlich zum Greifen der Saiten an sich noch die Bewegung nach oben und unten koordiniert werden muss.
Die Stimmung der Pleyel-Harfe ist analog zur spanischen Barockharfe mit einer diatonischen Saitenreihe (weiße Klaviertasten) und den gekreuzten Halbtönen (schwarze Tasten am Klavier). Die Konstruktion ähnelt sonst sehr der Konzertharfe.
Claude Debussy komponierte seine Deux Dances für chromatische Harfe und Streichorchester als Auftragskomposition für die Pleyel-Harfe. Diese konnte sich jedoch nicht gegen die Doppelpedalharfe durchsetzen.